# Carl Sandburg
Carl Sandburg (Galesburg, Illinois, 6 de gener de 1878 – Flat Rock, Carolina del Nord, 22 de juliol de 1967) fou un escriptor, sobretot poeta, i editor estatunidenc. Va rebre tres Premis Pulitzer: dos per la seva poesia i un altre per la seva biografia d'Abraham Lincoln.

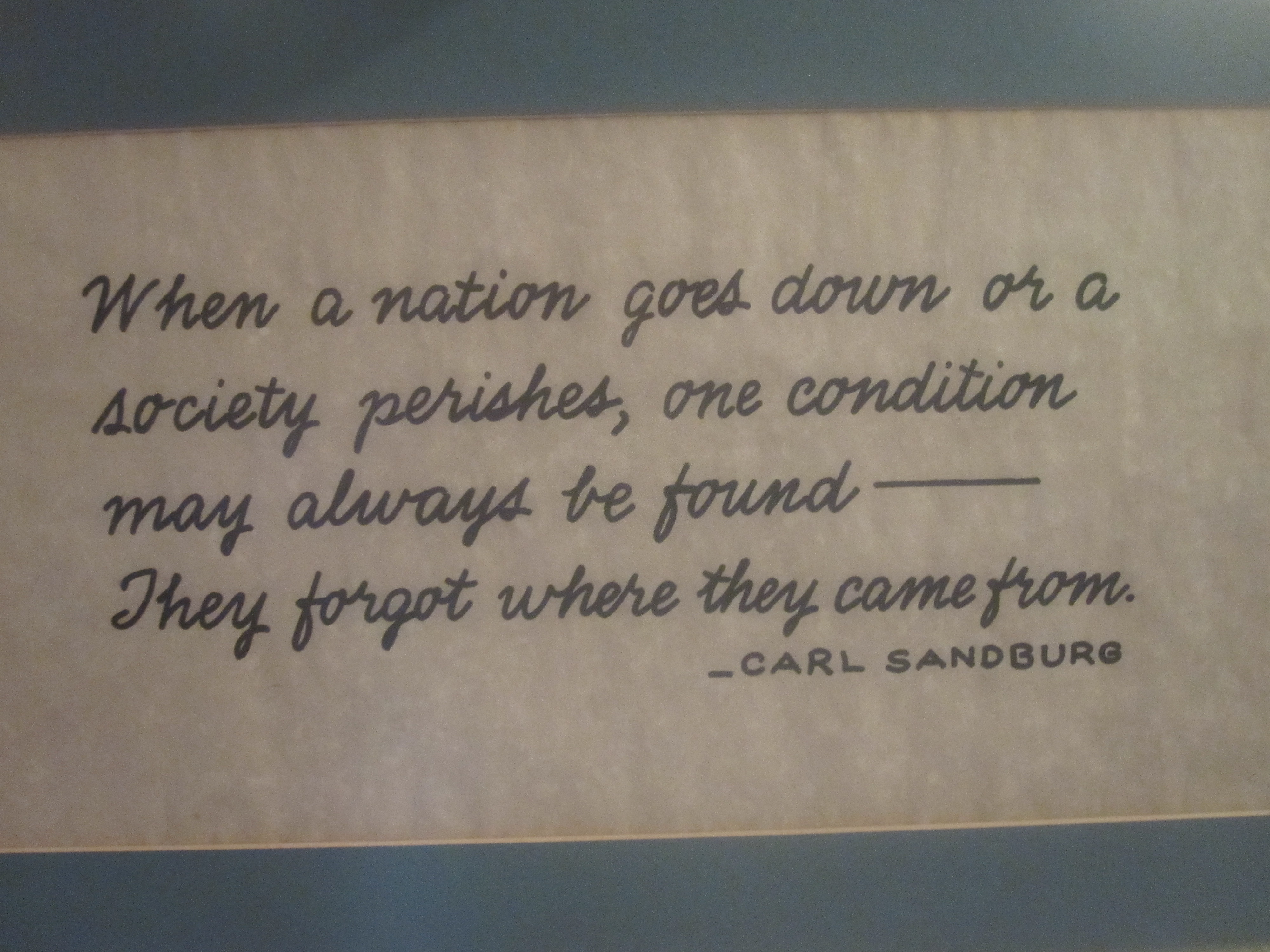
«Quan una nació cau o una societat desapareix, sempre es dona la mateixa condició: han oblidat d'on venien.»
Carl Sandburg

Va gaudir d'un "atractiu inigualable com a poeta en la seva època, potser perquè l'amplitud de les seves experiències el va connectar amb tantes branques de la vida americana". Quan va morir el 1967, el president Lyndon B. Johnson va observar que "Carl Sandburg era més que la veu d'Amèrica, més que el poeta de la seva força i geni. Ell era Amèrica."

## Biografia
Carl Sandburg va néixer a una casa de camp de tres habitacions al 313 East Third Street a Galesburg, Illinois, de Clara Mathilda (de soltera Anderson) i agost Sandberg, tots dos d'ascendència sueca. Va adoptar el sobrenom de "Charles" o "Charlie" a l'escola primària més o menys al mateix temps que ell i els seus dos germans grans van canviar l'ortografia del seu cognom per "Sandburg". Als tretze anys va deixar l'escola i va començar a conduir un vagó de llet. Des dels catorze anys fins als disset o divuit anys, va treballar com a porter a la barberia de l'Hotel Union de Galesburg. Després d'això, va tornar a la ruta de la llet durant 18 mesos. Després es va convertir en paleta i treballador agrícola a les planes de blat de Kansas. Després d'un temps passat al Lombard College de Galesburg, es va convertir en un servent d'hotel a Denver, després un carregador de carbó a Omaha. Va començar la seva carrera d'escriptor com a periodista al Chicago Daily News. Més tard va escriure poesia, història, biografies, novel·les, literatura infantil i crítiques de cinema. Sandburg també va col·leccionar i editar llibres de balades i folklore. Va passar la major part de la seva vida a Illinois, Wisconsin i Michigan abans de traslladar-se a Carolina del Nord.
Sandburg es va oferir voluntari per anar a l'exèrcit durant la Guerra hispano-estatunidenca i va estar estacionat a Puerto Rico amb la 6a Infanteria d'Illinois, desembarcant a Guánica, Puerto Rico el 25 de juliol de 1898. Sandburg mai va ser cridat a la batalla. Va assistir a West Point només dues setmanes abans de suspendre un examen de matemàtiques i gramàtica. Sandburg va tornar a Galesburg i va ingressar al Lombard College, però va marxar sense títol el 1903. Després es va traslladar a Milwaukee, Wisconsin, per treballar per a un diari, i també es va unir al Partit Socialdemòcrata de Wisconsin, el nom amb què es coneixia el Partit Socialista d'Amèrica a l'estat. Sandburg va exercir com a secretari d’Emil Seidel, alcalde socialista de Milwaukee de 1910 a 1912. Carl Sandburg va comentar més tard que Milwaukee era on es va orientar i que la resta de la seva vida havia estat "el desenvolupament d'una escena que va començar a Wisconsin".
Sandburg va conèixer Lilian Steichen (1883-1977) a l'oficina del Partit Socialdemòcrata de Milwaukee el 1907, i es van casar l'any següent a Milwaukee. El germà de Lilian era el fotògraf Edward Steichen. Sandburg amb la seva dona, a qui va anomenar Paula, va criar tres filles. La seva primera filla, Margaret, va néixer el 1911. Els Sandburg es van traslladar a Harbert, Michigan, i després als suburbis de Chicago, Illinois el 1912, després que un diari de Chicago li va oferir una feina. Van viure a Evanston, Illinois abans d'establir-se al 331 South York Street a Elmhurst, Illinois, de 1919 a 1930. Durant aquest temps, Sandburg va escriure Chicago Poems (1916), Cornhuskers (1918) i Smoke and Steel (1920). El 1919 Sandburg va guanyar un premi Pulitzer "que va ser possible gràcies a una subvenció especial de The Poetry Society " per la seva col·lecció Cornhuskers. Sandburg també va escriure tres llibres infantils a Elmhurst: Rootabaga Stories, el 1922, seguit de Rootabaga Pigeons (1923) i Potato Face (1930). Sandburg també va escriure Abraham Lincoln: The Prairie Years, una biografia en dos volums, el 1926, The American Songbag (1927), i un llibre de poemes anomenat Good Morning, America (1928) a Elmhurst. La casa Sandburg al 331 de South York Street a Elmhurst va ser enderrocada i el lloc ara és un aparcament. La família es va traslladar a Michigan el 1930.
Sandburg va guanyar el premi Pulitzer d'història de 1940 pels quatre volums The War Years, la seqüela del seu Abraham Lincoln, i un segon Premi Pulitzer de poesia el 1951 per Completes Poems.
El 1945 es va traslladar a Connemara, una finca rural de 995.000 m² a Flat Rock, Carolina del Nord. Aquí va produir una mica més d'un terç de la seva obra publicada total i va viure amb la seva dona, les seves filles i els seus dos nets.
El 12 de febrer de 1959, en commemoració del 150è aniversari del naixement d'Abraham Lincoln, el Congrés es va reunir en sessió conjunta per escoltar l'actor Fredric March fer una lectura dramàtica del Discurs de Gettysburg, seguida d'un discurs de Sandburg.
Sandburg va donar suport al Moviment pels Drets Civils i va ser el primer home blanc a ser homenatjat per la NAACP amb el seu Silver Plaque Award com a "gran profeta dels drets civils en els nostres temps".

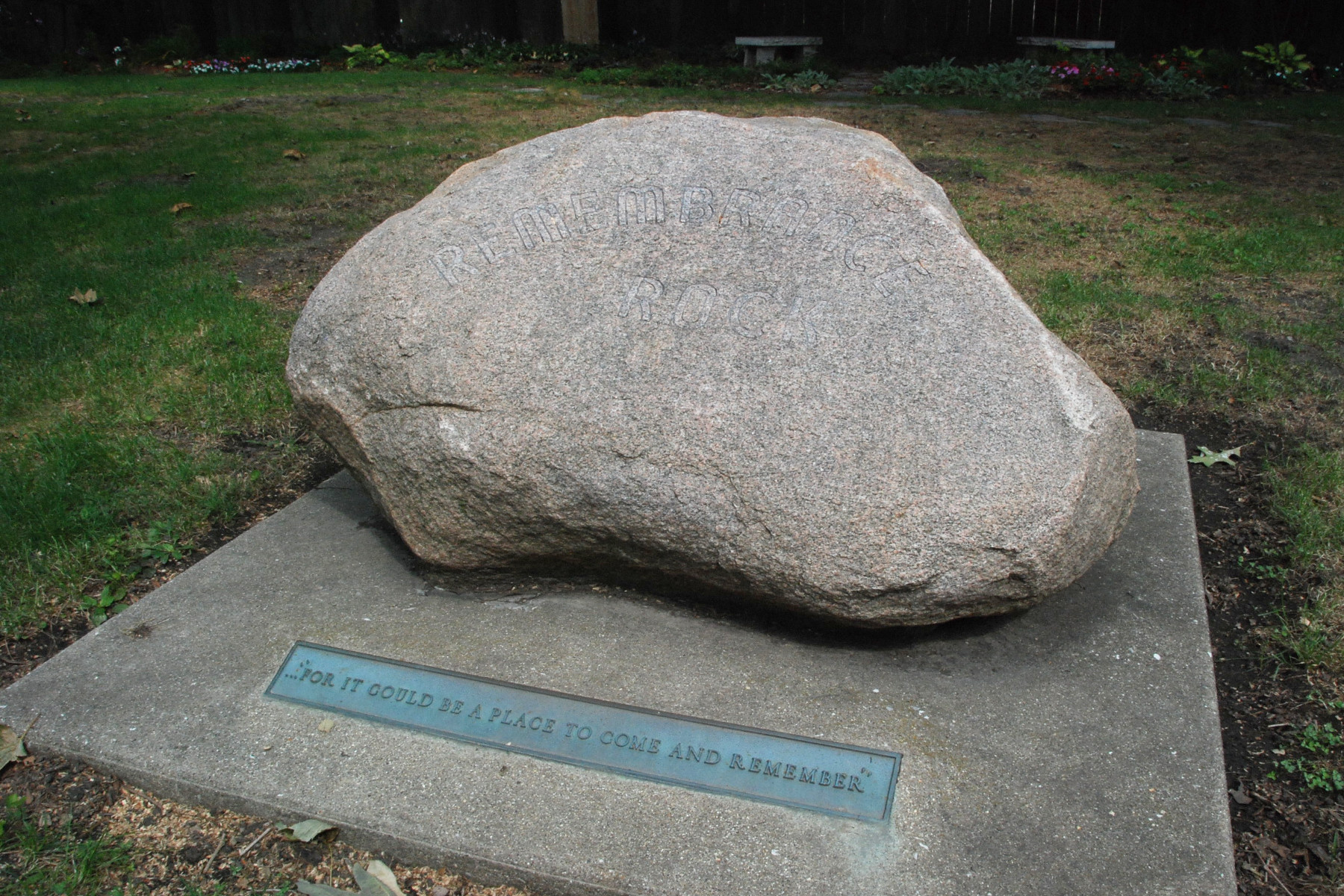
Tomba de la roca del record

Sandburg va morir per causes naturals el 1967 i el seu cos va ser incinerat. Les cendres van ser enterrades sota "Remembrance Rock", una roca de granit situada darrere de la seva casa natal a Galesburg.

## Carrera

### Poesia i prosa

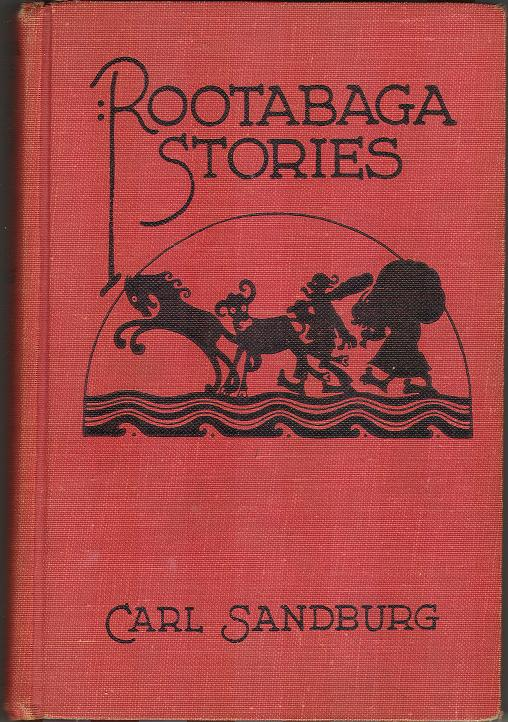
Rootabaga Stories (llibre 1, 1922)

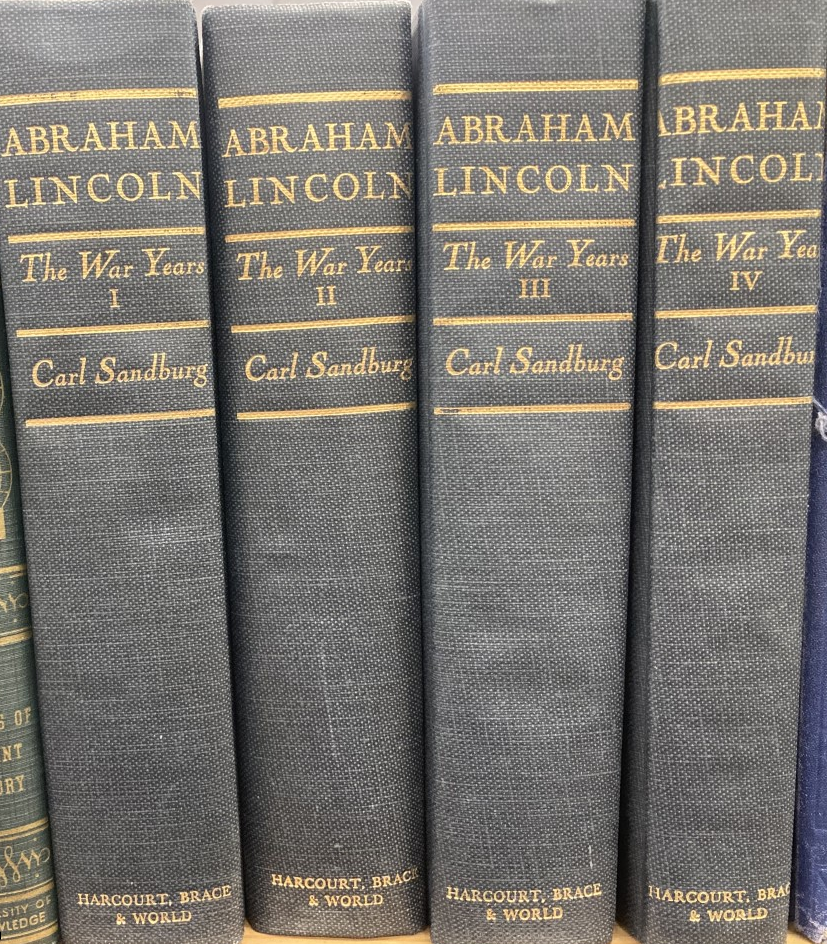
Biografia de Lincoln de Sandburg

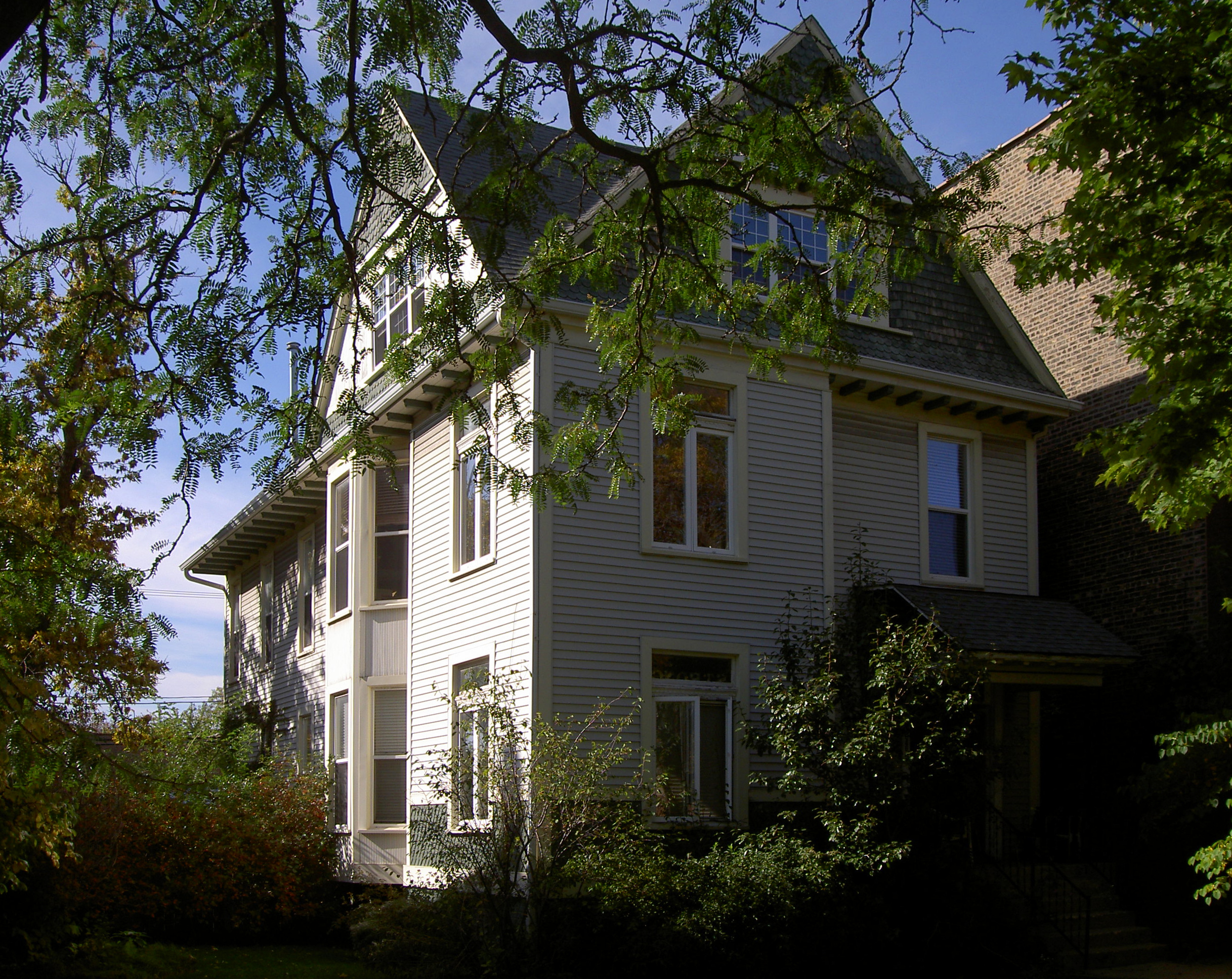
Sandburg va llogar una habitació i va viure tres anys en aquesta casa, on va escriure el poema "Chicago". Ara és una fita de Chicago.

Gran part de la poesia de Carl Sandburg, com ara "Chicago", es va centrar a Chicago, Illinois, on va passar temps com a periodista al Chicago Daily News i The Day Book. La seva descripció més famosa de la ciutat és "Hog Butcher for the World/Tool Maker, Stacker of Wheat/Player with Railroads and the Nation's Freight Handler,/Stormy, Husky, Brawling, City of the Big Shoulders".
Sandburg va guanyar els premis Pulitzer per la seva col·lecció The Complete Poems of Carl Sandburg, Corn Huskers, i per la seva biografia d'Abraham Lincoln (Abraham Lincoln: The War Years). Sandburg també és recordat per generacions de nens per les seves Rootabaga Stories i Rootabaga Pigeons, una sèrie d'històries capritxoses, de vegades malenconies, que va crear originalment per a les seves pròpies filles. Les Rootabaga Stories van néixer del desig de Sandburg que els "contes de fades americans" coincidís amb la infància nord-americana. Va sentir que les històries europees que involucraven la reialesa i els cavallers eren inadequades, i així va poblar les seves històries amb gratacels, trens, fades de blat de moro i els "Cinc meravellosos pretzels".
El 1919, Sandburg va ser assignat pel seu editor al Daily News per fer una sèrie d'informes sobre les classes treballadores i les tensions entre els blancs i els afroamericans. L'impuls d'aquests informes van ser els disturbis racials que havien esclatat a altres ciutats americanes. Finalment, també es van produir disturbis importants a Chicago, però bona part dels escrits de Sandburg sobre els problemes abans dels disturbis van fer que se'l considerés una veu profètica. Un filantrop visitant, Joel Spingarn, que també era un funcionari de la National Association for the Advancement of Colored People, va llegir les columnes de Sandburg amb interès i va demanar que les publiquessin, com a The Chicago Race Riots, juliol de 1919.

### Obres sobre Lincoln
La popular biografia multivolum de Sandburg Abraham Lincoln: The Prairie Years, 2 vols. (1926) i Abraham Lincoln: The War Years, 4 vols. (1939) són col·lectivament "el llibre [s] més venut, més llegit i més influent sobre Lincoln". Els llibres han passat per moltes edicions, inclosa una edició d'un volum el 1954 preparada per Sandburg.
La beca Lincoln de Sandburg va tenir un impacte enorme en la visió popular de Lincoln. Els llibres van ser adaptats per Robert E. Sherwood per a la seva obra guanyadora del premi Pulitzer, Abe Lincoln in Illinois (1938) i la dramatització de sis parts de David Wolper per a televisió, Sandburg's Lincoln (1974). Va gravar fragments de la biografia i alguns dels discursos de Lincoln per a Caedmon Records a la ciutat de Nova York el maig de 1957. Va ser guardonat amb un premi Grammy l'any 1959 a la millor interpretació: documental o paraula parlada (a part de la comèdia) pel seu enregistrament de Lincoln Portrait d'Aaron Copland amb la Filharmònica de Nova York. Alguns historiadors suggereixen que més nord-americans van aprendre sobre Lincoln amb Sandburg que amb qualsevol altra font.
Els llibres van obtenir elogis i atenció de la crítica per Sandburg, inclòs el Premi Pulitzer d'Història de 1940 pels quatre volums The War Years. Però les obres de Sandburg sobre Lincoln també van rebre crítiques substancials. William E. Barton, que havia publicat una biografia de Lincoln el 1925, va escriure que el llibre de Sandburg "no és història, ni tan sols és biografia" per la seva manca d'investigació original i l'ús acrític de les proves, però Barton, tanmateix, pensava que era "literatura real". i una contribució deliciosa i important a la prestatgeria cada cop més allargada de llibres realment bons sobre Lincoln". L'historiador Milo Milton Quaife va criticar Sandburg per no documentar les seves fonts i va qüestionar l'exactitud de The Prairie Years, assenyalant que contenen una sèrie d'errors de fet. Altres s'han queixat que The Prairie Years i The War Years contenen massa material que no és ni biografia ni història, dient que els llibres són, en canvi, "poetització sentimental" de Sandburg. El mateix Sandburg podria haver vist les seves obres més com una epopeia americana que com una mera biografia, una visió reflectida també per altres crítics.

### Música folklòrica
L'antologia de Sandburg de 1927 The American Songbag va gaudir d'una enorme popularitat, passant per moltes edicions; i el mateix Sandburg va ser potser el primer cantant de folk urbà nord-americà, acompanyant-se a la guitarra solista en conferències i recitals de poesia, i en enregistraments, molt abans del primer o segon moviment de revival folk (dels anys 40 i 60, respectivament). Segons la musicòloga Judith Tick:
| « | Com a poeta populista, Sandburg va atorgar una poderosa dignitat al que els anys 20 van anomenar "escena americana" en un llibre que va anomenar un "bossa de ratlles i ratlles de color de gairebé tots els extrems de la terra... rica amb la diversitat dels Estats Units." Ampliament revisat en revistes que van des de New Masses a Modern Music, l’American Songbag va influir en diversos músics. Pete Seeger, que l'anomena "fita", la va veure "quasi tan bon punt va sortir". El compositor Elie Siegmeister el va portar a París el 1927, i ell i la seva dona Hannah "sempre estaven cantant aquestes cançons. Allò era casa. Allà era on pertanyíem." | » |

### Cinema
Sandburg va dir que es va plantejar treballar a Intolerance (1916) de D. W. Griffith, però el seu primer treball cinematogràfic va ser quan va signar per treballar en la producció de The Greatest Story Ever Told (1965) el juliol de 1960 durant un any.

## Llegat

### Commemoracions
La casa d'infantesa de Carl Sandburg a Galesburg és ara gestionada per l'Agència de Preservació Històrica d'Illinois com a Lloc Històric Estatal de Carl Sandburg. El lloc conté la casa de camp on va néixer Sandburg, un centre de visitants modern i un petit jardí amb una gran pedra anomenada Remembrance Rock, sota la qual estan enterrades les cendres d'ell i de la seva dona. La casa de Sandburg de 22 anys a Flat Rock, comtat de Henderson, Carolina del Nord, està conservada pel Servei de Parcs Nacionals com a Lloc Històric Nacional de la Casa de Carl Sandburg. El Carl Sandburg College es troba al lloc de naixement de Sandburg, Galesburg, Illinois, i el comtat de Fairfax, Virginia, té una escola secundària Carl Sandburg.

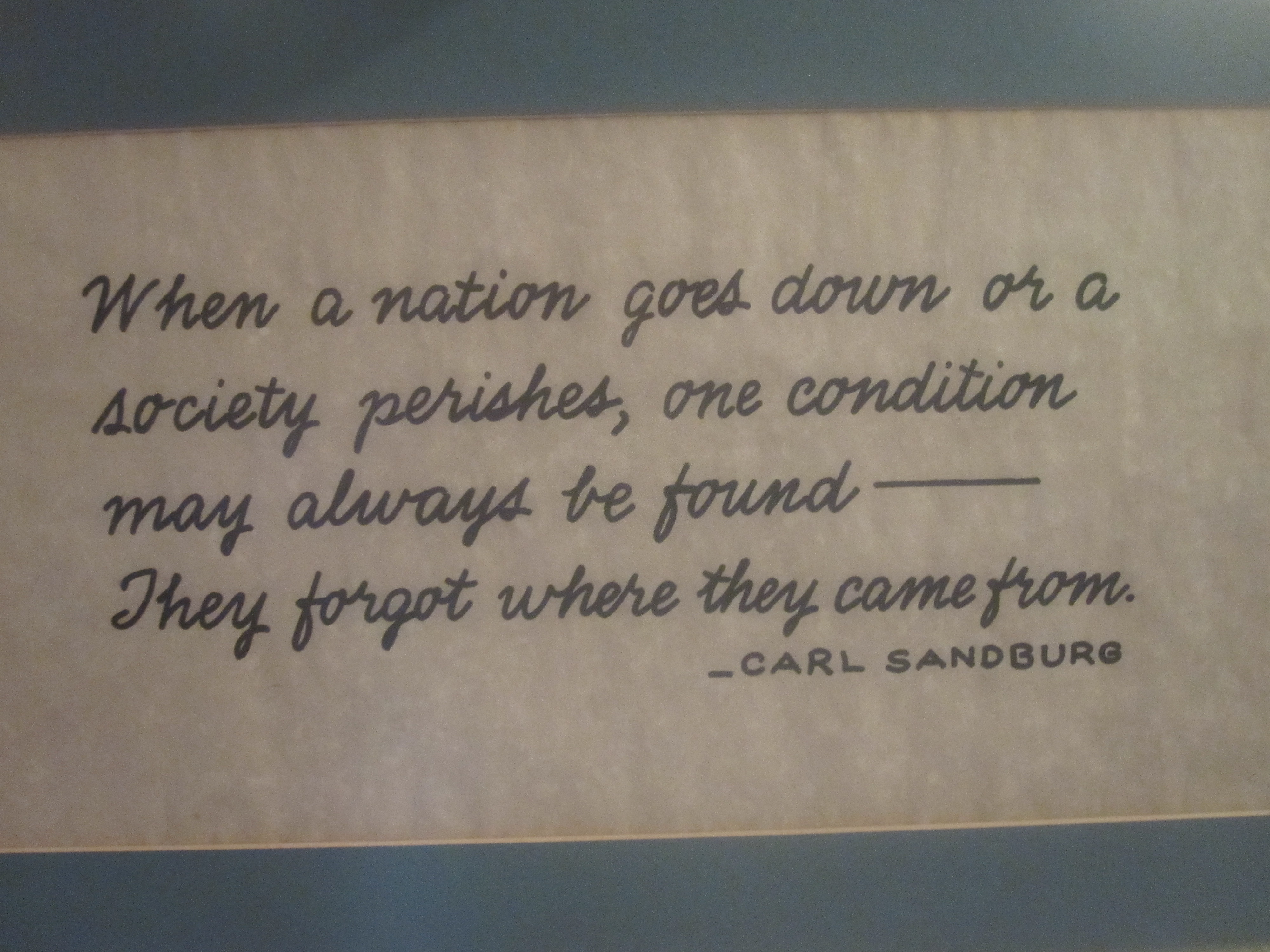
Sandburg sobre arrels històriques, exposat al Deaf Smith County Museum, Hereford, TX

El 6 de gener de 1978, el 100è aniversari del seu naixement, el Servei Postal dels Estats Units va emetre un segell commemoratiu en honor a Sandburg. El disseny de recanvi consisteix en un perfil dibuixat originalment pel seu amic William A. Smith el 1952, juntament amb l'autògraf distintiu de Sandburg.
La Biblioteca de llibres i manuscrits rars (Universitat d'Illinois a Urbana-Champaign) (RBML) acull els Carl Sandburg Papers. La major part de la col·lecció es va comprar directament a Carl Sandburg i la seva família. En total, la RBML posseeix més de 17 m3 de papers de Sandburg, incloses fotografies, correspondència i manuscrits.
El 2011, Sandburg va ser inclòs al Chicago Literary Hall of Fame.

### Homònims
Carl Sandburg Village va ser un projecte de renovació urbana de la dècada de 1960 al Near North Side, Chicago. Finançat per la ciutat, es troba entre Clark i LaSalle St. entre Division Street i North Ave. Solomon i Cordwell, arquitectes. El 1979, Carl Sandburg Village es va convertir en propietat de condominis.
Nombroses escoles reben el nom de Sandburg als Estats Units, i va estar present en algunes de les dedicacions d'aquestes escoles. (Alguns anys després d'assistir a la dedicació de l'escola secundària Carl Sandburg de 1954 a Orland Park, Illinois, Sandburg va tornar per a una visita sense anunciar; el director de l'escola al principi el va confondre amb un vagabund). Una residència d'estudiants a la Universitat de Wisconsin–Milwaukee, porta una placa que commemora els papers de Sandburg com a organitzador del Partit Socialdemòcrata i com a secretari personal d’Emil Seidel, primer alcalde socialista de Milwaukee.
La biblioteca Carl Sandburg es va obrir a Livonia, Michigan el 1961. El nom va ser recomanat per la Comissió de Biblioteques com a exemple d'autor nord-americà que representa la millor literatura del Midwest. Carl Sandburg havia ensenyat a la Universitat de Michigan durant un temps.
Galesburg va obrir el Sandburg Mall el 1975, nomenat en honor a Sandburg. La Biblioteca Pública de Chicago va instal·lar el premi Carl Sandburg, que es concedeix anualment per contribucions a la literatura.
Una subdivisió als suburbis d'Atlanta, Geòrgia, porta el nom de Carl Sandburg i la seva vida. Connemara HOA a Lawrenceville (GA) inclou l'homònim de Connemara, la seva casa a Carolina del Nord. Els noms dels carrers inclouen Galesburg Dr (el seu lloc de naixement), Windflower Way (anomenat després del poema Windflower Leaf), Remembrance Trace (anomenat després de la seva única novel·la de Remembrance Rock), Flat Rock Dr. (la seva casa de Connemara a Flat Rock, Carolina del Nord) i Lombard Dr. (el Col·legi al qual va assistir).
Amtrak va afegir el tren Carl Sandburg el 2006 per complementar l’Illinois Zephyr a la ruta Chicago - Quincy.

### En altres mitjans
- Avard Fairbanks va produir el retrat de Sandburg durant el Lincoln Sesquicentennial. Va ser fosa en bronze i es va col·locar al Chicago Historical Museum i al Knox College, la seva alma mater, a Galesburg, IL.Escultura de retrat de Carl Sandburg d'Avard T. Fairbanks

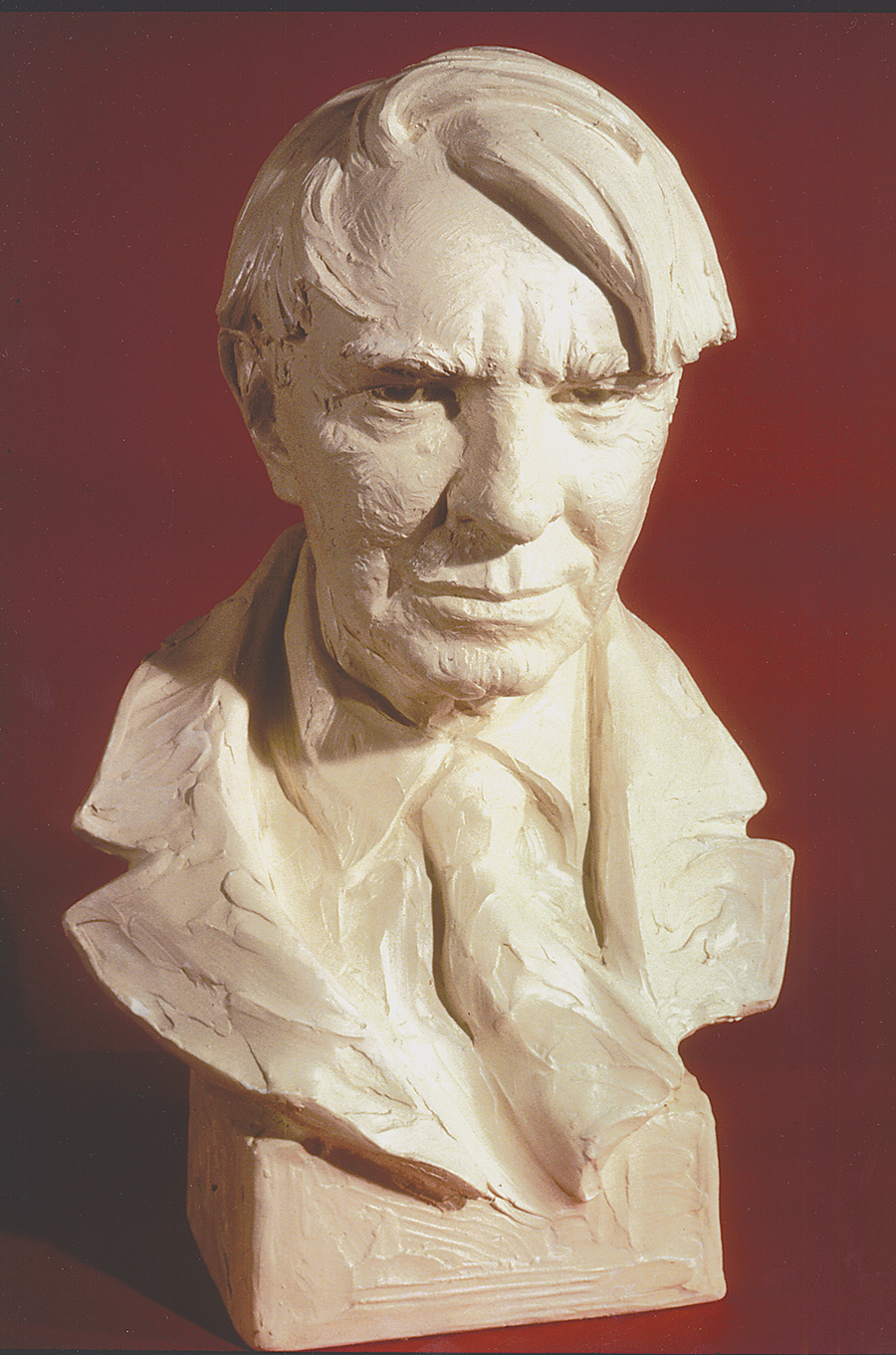
Escultura de retrat de Carl Sandburg d'Avard T. Fairbanks

- NBC va produir una minisèrie de sis capítols titulada Lincoln, també coneguda com a Carl Sandburg's Lincoln, protagonitzada per Hal Holbrook i dirigida per George Schaefer, emesa entre 1974 i 1976.
- El poema de Richard Armor "Driving in a Fog; or Carl Sandburg Must Have Been a Pedestrian" es va publicar al Westways de gener de 1953.
- William Saroyan va escriure una història breu sobre Sandburg al seu llibre de 1971 Letters from 74 rue Taitbout or Don't Go But If You Must Say Hello To Everybody.
- Thomas Hart Benton va pintar un retrat de Carl Sandburg el 1956, per al qual el poeta havia posat.
- "Sometime theyll give a war and nobody will come" de Sandburg de The People, Yes era un eslògan del moviment per la pau alemany (" Stell dir vor, es ist Krieg, und keiner geht hin "); tanmateix, sovint s'atribueix falsament a Bertolt Brecht.[35]
- The Song and The Slogan de Daniel Steven Crafts és una composició orquestral construïda al voltant de passatges recitats de "Prairie" de Sandburg.
- Parades i panoràmiques de Dan Zanes: 25 cançons recollides per Carl Sandburg per a l'American Songbag.
- "Windy City Songs" de Peter Louis van Dijk, basat en els poemes de Chicago, va ser interpretat pel Chicago Children's Choir i el Nelson Mandela Metropolitan University Choir el 2007.[36]
- Steven Spielberg va afirmar que la cara d'ET es basava en un compost de Sandburg, Ernest Hemingway i Albert Einstein.[37]
- "The Courtship of Carl Sandburg" de Bob Gibson, protagonitzada per Tom Amandes com Sandburg
- El protagonista de la col·lecció de polpa gai de Samuel M. Steward "$tud" es refereix a Sandburg en un cop d'ull irònic al seu comentari sobre les "dones pintades de Chicago" (com Steward va escriure al contrari sobre les "putas masculines" de Chicago).[38]
- A la novel·la Dissident Gardens de Jonathan Lethem, el personatge principal Rose Zimmer es va convertir en una devota d'Abraham Lincoln després de llegir la biografia de Sandburg. La seva còpia dels sis volums es va convertir en la peça central del seu santuari a Lincoln.
- La compositora Phyllis Zimmerman va musicar els poemes de Sandburg en la seva composició coral Fog, que va ser gravada i produïda en CD.[39]